# Catégorie simpliciale
En mathématiques, la catégorie simpliciale, ou catégorie ordinale, est la catégorie des ordinaux finis non vides et des applications croissantes. On peut l'utiliser pour définir les objets simpliciaux et cosimpliciaux.

## Définition
Cette catégorie, notée ∆ (ou parfois Ord), a pour objets les ensembles totalement ordonnés [n] = {0, 1, … , n} (où n est un entier naturel) et pour morphismes les applications croissantes (au sens large).

## Faces et dégénérescences
Les morphismes de ∆ sont composés d'applications croissantes qui « sautent » ou « ajoutent » un unique élément, si bien que cette catégorie est engendrée par les applications (pour i ∈ [n]) :
- ie coface : δin : [n – 1] → [n], l'injection croissante dont l'image ne contient pas i,
- ie codégénérescence : σin : [n + 1] → [n], la surjection croissante qui envoie i et i + 1 sur i,

vérifiant les « seules » relations (c'est-à-dire que toutes les autres s'en déduisent) :
- δj δi = δi δj – 1 si i < j,
- σj σi = σi σj + 1 si i ≤ j,
- σj δi =
  - δi σj – 1 si i < j,
  - id si i = j ou j +1,
  - δi – 1 σj si i > j + 1.

## Objets simpliciaux et cosimpliciaux
Un objet simplicial d'une catégorie C est un préfaisceau (c'est-à-dire un foncteur contravariant sur ∆) à valeurs dans C. Les images par un tel foncteur des cofaces et des codégénérescences sont appelées les faces et les dégénérescences de l'objet, et vérifient les identités duales de celles ci-dessus. Par exemple, les ensembles simpliciaux sont les foncteurs contravariants de ∆ dans la catégorie des ensembles.
Un objet cosimplicial est défini de même comme un foncteur covariant sur ∆.

## Catégorie simpliciale augmentée
On définit de même la catégorie simpliciale augmentée ∆a en ajoutant l'objet [–1] = ∅ et la coface δ00 : [– 1] → [0].
∆a s'identifie à la catégorie monoïdale libre sur un unique générateur monoïdal. Cette description permet d'interpréter un comonoïde dans une catégorie monoïdale comme un objet simplicial augmenté. Elle éclaire aussi la construction d'ensembles simpliciaux augmentés à partir de monades (et donc de paires d'adjoints), puisqu'une monade peut être vue comme un monoïde dans une catégorie d'endofoncteurs.